# Prothetische groep

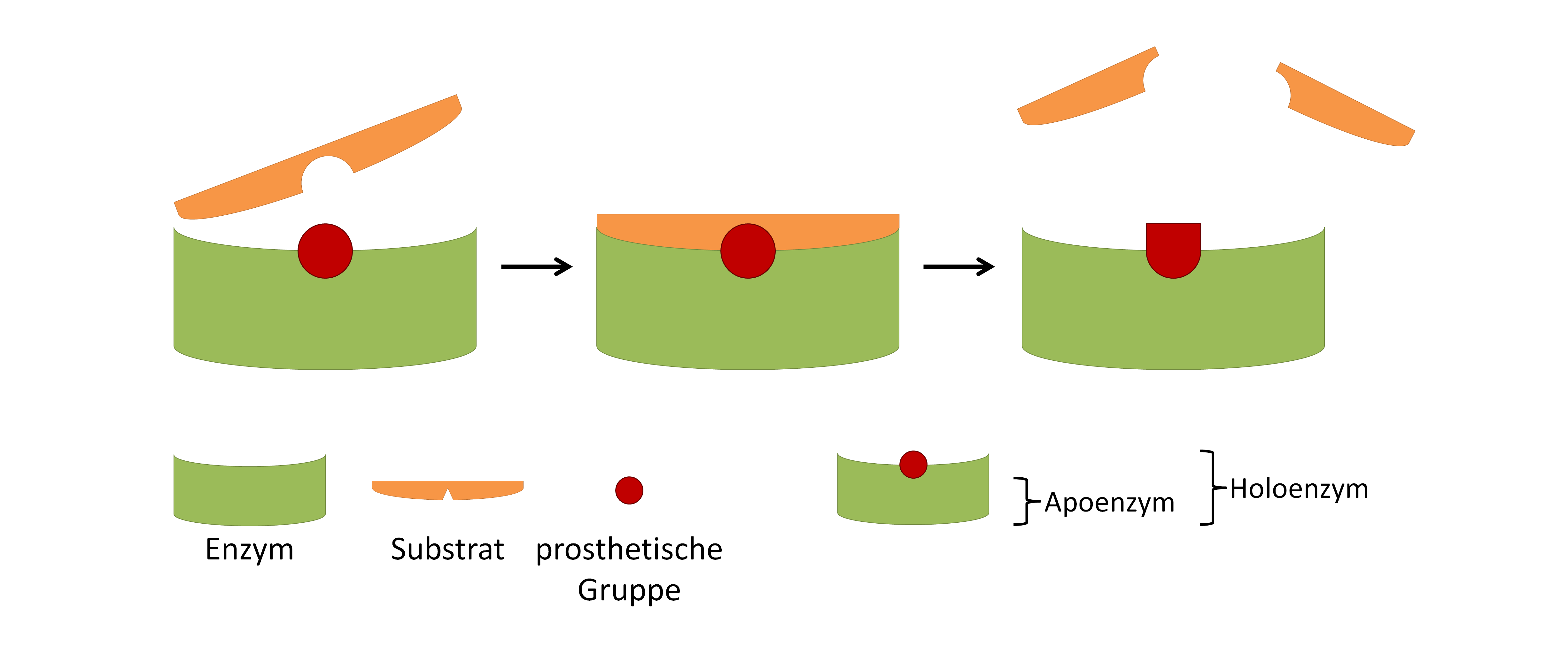
Werking van een enzym met een prothetische groep

Een prothetische groep is een niet-proteïneverbinding met een katalytische werking gebonden aan een proteïne door middel van een covalente binding. Daar de groep vaak na de katalyse veranderd is, moet de prothetische groep aan het enzym geregenereerd worden.

## Voorbeelden
- Biotine in carboxylasen
- Heemverbinding in hemoglobine, cytochroom c en cytochroom c oxidase
- Flavine in flavoproteïnen
- Moco (molybdeen-cofaktor) in molybdo-enzymen (bijvoorbeeld xanthine-oxidase)
- FeMo (molybdeen-ijzer-cofactor, MoFe-proteïne) in nitrogenase
- Vitamine B6 (pyridoxaalfosfaat) als prothetische groep van aminotransferasen (transaminasen) zoals in het humane histidine-decarboxylase